# Посёлок 4-й
4-й — посёлок в Чебулинском районе Кемеровской области. Входит в состав Алчедатского сельского поселения.

## География
Центральная часть населённого пункта расположена на высоте 175 м над уровнем моря.

## Население
| 2002 | 2010 |
| ---- | ---- |
| 51   | ↘32  |

### Половой состав
По данным Всероссийской переписи населения 2010 года, в посёлке проживало 32 человека (9 мужчин, 23 женщины).